# Mestaruussarja 1970
La Mestaruussarja 1970 fu la sessantunesima edizione della massima serie del campionato finlandese di calcio, la quarantesima come Mestaruussarja. Il campionato, con il formato a girone unico e composto da dodici squadre, venne vinto dal Reipas Lahti.

## Squadre partecipanti
| Club         | Città       | Stagione 1969                             |
| ------------ | ----------- | ----------------------------------------- |
| Haka         | Valkeakoski | 7º posto in Mestaruussarja                |
| HIFK         | Helsinki    | 2º posto nel girone finale di Suomensarja |
| HJK          | Helsinki    | 3º posto in Mestaruussarja                |
| Ilves-Kissat | Tampere     | 6º posto in Mestaruussarja                |
| Kemin Into   | Kemi        | 1º posto nel girone finale di Suomensarja |
| KPV          | Kokkola     | Campione di Finlandia                     |
| Kuopion Elo  | Kuopio      | 9º posto in Mestaruussarja                |
| KuPS         | Kuopio      | 2º posto in Mestaruussarja                |
| Lahti-69     | Lahti       | 10º posto in Mestaruussarja               |
| MP           | Mikkeli     | 5º posto in Mestaruussarja                |
| Reipas Lahti | Lahti       | 4º posto in Mestaruussarja                |
| TPS          | Turku       | 8º posto in Mestaruussarja                |

## Classifica finale
|  | Pos. | Squadra      | Pt | G  | V  | N | P  | GF | GS | DR  |
|  | ---- | ------------ | -- | -- | -- | - | -- | -- | -- | --- |
|  | 1.   | Reipas Lahti | 32 | 22 | 14 | 4 | 4  | 45 | 28 | +17 |
|  | 2.   | MP           | 29 | 22 | 12 | 5 | 5  | 60 | 31 | +29 |
|  | 3.   | HIFK         | 28 | 22 | 10 | 8 | 4  | 60 | 34 | +26 |
|  | 4.   | KuPS         | 27 | 22 | 10 | 7 | 5  | 35 | 25 | +10 |
|  | 5.   | HJK          | 25 | 22 | 9  | 7 | 6  | 37 | 26 | +11 |
|  | 6.   | KPV          | 23 | 22 | 8  | 7 | 7  | 40 | 31 | +9  |
|  | 7.   | TPS          | 23 | 22 | 9  | 5 | 8  | 35 | 34 | +1  |
|  | 8.   | Haka         | 20 | 22 | 7  | 6 | 9  | 31 | 34 | -3  |
|  | 9.   | Lahti-69     | 19 | 22 | 9  | 1 | 12 | 31 | 38 | -7  |
|  | 10.  | Ilves-Kissat | 18 | 22 | 8  | 2 | 12 | 28 | 42 | -14 |
|  | 11.  | Kemin Into   | 16 | 22 | 7  | 2 | 13 | 29 | 53 | -24 |
|  | 12.  | Kuopion Elo  | 4  | 22 | 0  | 4 | 18 | 15 | 70 | -55 |

Legenda:
      Campione di Finlandia e ammessa alla Coppa dei Campioni 1971-1972
      Vincitore della Suomen Cup 1970 e ammessa in Coppa delle Coppe 1971-1972
      Ammessa in Coppa UEFA 1971-1972
      Retrocesse in II divisioona
Note:
Due punti a vittoria, uno a pareggio, zero a sconfitta.